# Seoca (Chorwacja)
Seoca – wieś w Chorwacji, w żupanii splicko-dalmatyńskiej, w mieście Omiš. W 2011 roku liczyła 140 mieszkańców.